# Ricardo Lynch
Pour les articles homonymes, voir Lynch.
Ricardo Lynch, né le 20 septembre 1984 à Spanish Town, est un coureur cycliste jamaïcain spécialiste de la piste.

## Palmarès
- 2006
  -  Médaillé d'argent du keirin aux Jeux d'Amérique centrale et des Caraïbes[1]
  -  Médaillé de bronze du keirin aux championnats panaméricains[2]
- 2008
  - 2e du keirin à Copenhague

### Jeux olympiques
- Pékin 2008
  - 17e du keirin[3] (éliminé au repêchage du premier tour[4]).

### Championnats du monde
- Bordeaux 2006
  - 13e du keirin (éliminé au repêchage du premier tour[5])
  - 21e de la vitesse individuelle[6] (éliminé en seizièmes de finale[7]).
- Palma de Majorque 2007
  - 13e du keirin (éliminé au repêchage du premier tour[8])
  - 24e de la vitesse individuelle[9] (éliminé en seizièmes de finale[10]).
- Manchester 2008
  - 13e du keirin[11] (éliminé au repêchage du premier tour[12])
  - 31e de la vitesse individuelle[13]

### Jeux panaméricains
- Saint-Domingue 2003
  - 8e du keirin[14].
  - 8e de la vitesse individuelle[15].